# 대한민국 상법 제522조의3
대한민국 상법 제522조의3는 합병반대주주의 주식매수청구권에 대한 상법 회사법의 조문이다.

## 조문
제522조의3 (합병반대주주의 주식매수청구권) (1) 제522조제1항의 규정에 의한 결의사항에 관하여 이사회의 결의가 있는 때에 그 결의에 반대하는 주주는 주주총회전에 회사에 대하여 서면으로 그 결의에 반대하는 의사를 통지한 경우에는 그 총회의 결의일부터 20일 이내에 주식의 종류와 수를 기재한 서면으로 회사에 대하여 자기가 소유하고 있는 주식의 매수를 청구할 수 있다.

(2) 제527조의2제2항의 공고 또는 통지를 한 날부터 2주내에 회사에 대하여 서면으로 합병에 반대하는 의사를 통지한 주주는 그 기간이 경과한 날부터 20일 이내에 주식의 종류와 수를 기재한 서면으로 회사에 대하여 자기가 소유하고 있는 주식의 매수를 청구할 수 있다.

第522條의3 (合倂反對株主의 株式買受請求權) ① 第522條第1項의 規定에 의한 決議事項에 관하여 理事會의 決議가 있는 때에 그 決議에 反對하는 株主는 株主總會전에 會社에 대하여 書面으로 그 決議에 反對하는 의사를 통지한 경우에는 그 總會의 決議日부터 20日 이내에 株式의 종류와 數를 기재한 書面으로 會社에 대하여 자기가 所有하고 있는 株式의 買受를 請求할 수 있다.

②第527條의2第2項의 公告 또는 통지를 한 날부터 2週내에 會社에 대하여 書面으로 合倂에 反對하는 의사를 통지한 株主는 그 期間이 경과한 날부터 20日 이내에 株式의 종류와 數를 기재한 書面으로 會社에 대하여 자기가 所有하고 있는 株式의 買受를 請求할 수 있다.

## 해설
주주의 주식매수청구권은 주주의 투하자금의 회수하기 위한 자익권으로 소수 주주의 이익을 보호하기 위한 형성권이다.

## 사례
- IHQ는 싸이더스HQ를 합병비율은 1 : 10.39로 흡수합병키로 이사회에서 결의하였고 상법 제522조의3 및 증권거래법 제191조에 의거 합병에 관한 이사회결의에 반대하는 주주는 주주총회 전에 그 결의에 반대하는 의사를 회사에 통지한 경우에 한하여 자기가 소유하고 있는 주식을 당해 법인에 대하여 주주총회 결의일부터 20일 이내에 주식의 종류와 수를 기재한 서면으로 매수를 청구할 수 있다[1].
- 토양 및 환경평가용역업체인 이엔쓰리는 6일 소방제조 및 환경관련 사업을 하는 스타코넷을 합병비율은 1:0.9526로 흡수합병한다고 공시하면서 상법 제522조의3 및 증권거래법 제191조에 의거 합병에 관한 이사회 결의에 반대하는 주주는 주주총회일 전까지 그 결의에 반대하는 의사를 회사에 통지한 경우에 한하여 자기가 소유하고 있는 주식을 회사에 대하여 주주총회결의일로부터 20일 이내에 주식의 종류와 수를 기재한 서면으로 매수를 청구할 수 다고 하였다[2].
- 주식매수청구권의 행사 규모가 합병의 최대 걸림돌로 부상하는 가운데 KT와 KTF가 합병반대 의사를 지닌 주주들을 대상으로 사활을 건 설득작업을 벌였다[3].

## 같이 보기
- 합병
- 주식매수청구권